# 大兴镇 (犍为县)
大兴镇，原为大兴乡，是中华人民共和国四川省乐山市犍为县下辖的一个乡镇级行政单位。2019年12月，撤销大兴乡和新民镇，设立大兴镇，以原大兴乡和原新民镇云谷村、雨台村、高洞村、五同村、观音村、金凤村、新云村以及原公平乡公平社区1至2组、安乐村、花坪村、三溪村、仁义村、利泉村、慈云村所属行政区域为大兴镇的行政区域。

## 行政区划
大兴镇下辖以下地区：
大兴场社区、太阳坡村、雪花村、青和村、民乐村、叶荷村、云峰村、梧桐村、白马村、清华村和黄荆村。